# Куровое
Куровое (бел. Куравое) — деревня в Хойникском районе Гомельской области Республики Беларусь. В составе Великоборского сельсовета.

## География

### Расположение
В 8 км на северо-запад от районного центра и железнодорожной станции Хойники (на ветке Василевичи — Хойники от линии Гомель — Калинковичи), в 111 км от Гомеля.

### Гидрография
На севере мелиоративный канал, соединённый с рекой Припять (приток реки Днепр).

## Транспортная сеть
На автодороге Хойники — Великий Бор. Планировка состоит из короткой широтной улицы, к которой на западе присоединяется короткая меридиональная улица. Застройка деревянная, усадебного типа.

## Этимология
В ревизии 1795 года деревня Куровое названа «Слобода Куревая (Куравая)», однако в карте 1913 года она названа Куровъіе.

## История
В ревизии 1795 г. названа “Слобода Куревая”; в "Камеральном описании... Речицкой округи" 1796 г. деревня Куровое – среди селений Загальского староства. В ревизии Мозырского староства 1560 г., однако, читаем, что граница села Загалья и Кливов от речки Рабец болотом Чернышовским доходила "do mostu Korowoha, od mostu w Mutnice (на юг от села Великий Бор есть урочище Мутвица)..." Возможно, и селение Куровое возникло ещё задолго до XVIII в.? В пореформенный период деревня относилась к Хойникской волости Речицкого уезда Минской губернии. В 1879 году обозначена в числе селений Хойникского церковного прихода.
В 1929 году жители вступили в колхоз. Во время Великой Отечественной войны в июне 1943 года оккупанты полностью сожгли деревню и убили 13 жителей. 3 жителя погибли на фронте. Согласно переписи 1959 года в составе колхоза имени М.И. Калинина (центр — г. Хойники).
До 16 декабря 2009 года в составе Козелужского сельсовета.

## Население

### Численность
2021 год — 49 жителей, 20 хозяйств

### Динамика
- 1850 год — 45 жителей, 8 дворов
- 1897 год — 82 жителя, 11 дворов (согласно переписи)
- 1908 год — 110 жителей, 14 дворов
- 1940 год — 132 жителя, 33 двора
- 1959 год — 113 жителей (согласно переписи)
- 2004 год — 66 жителей, 27 хозяйств
- 2021 год — 49 жителей, 20 хозяйств